# Химический туалет

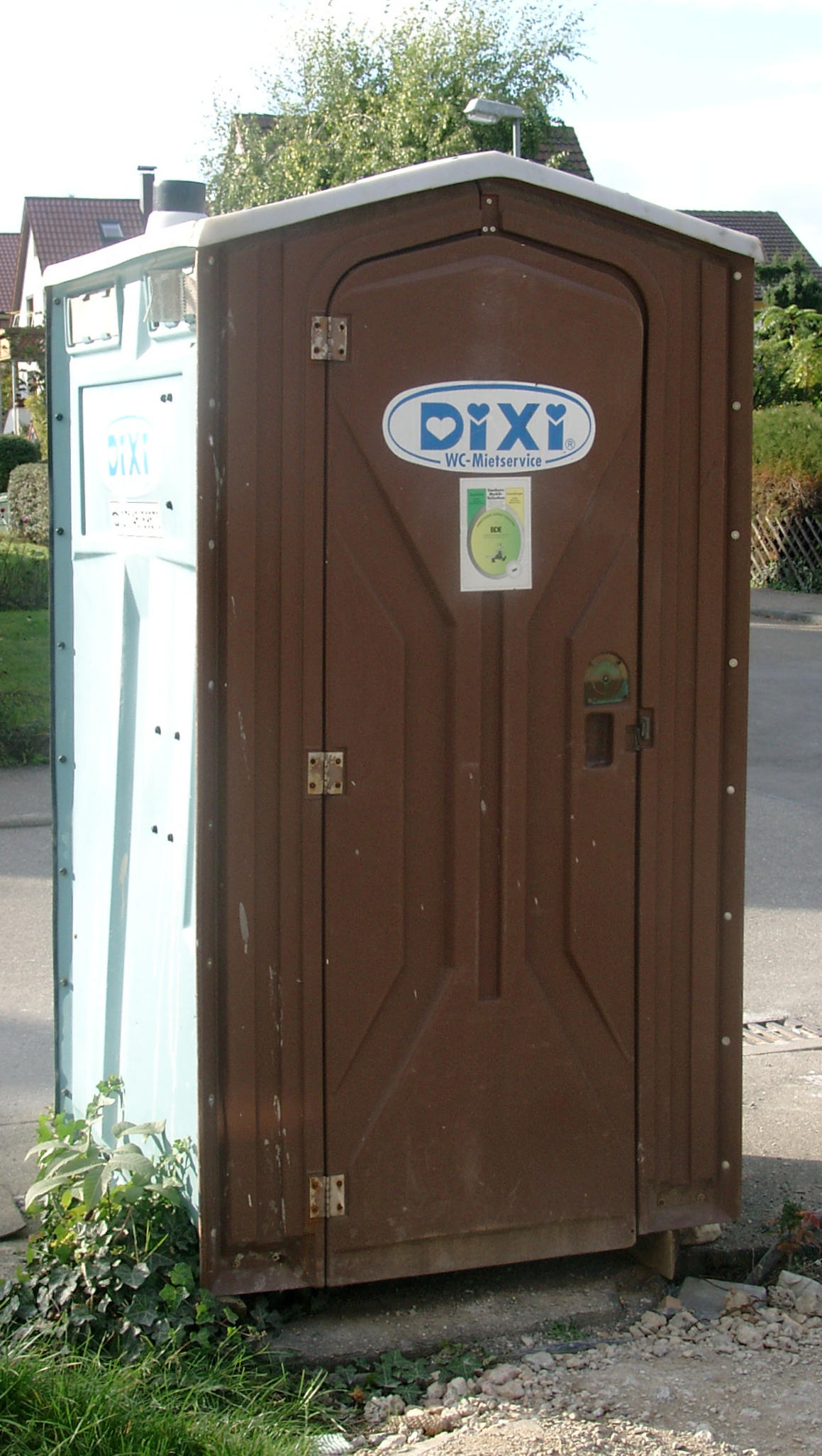

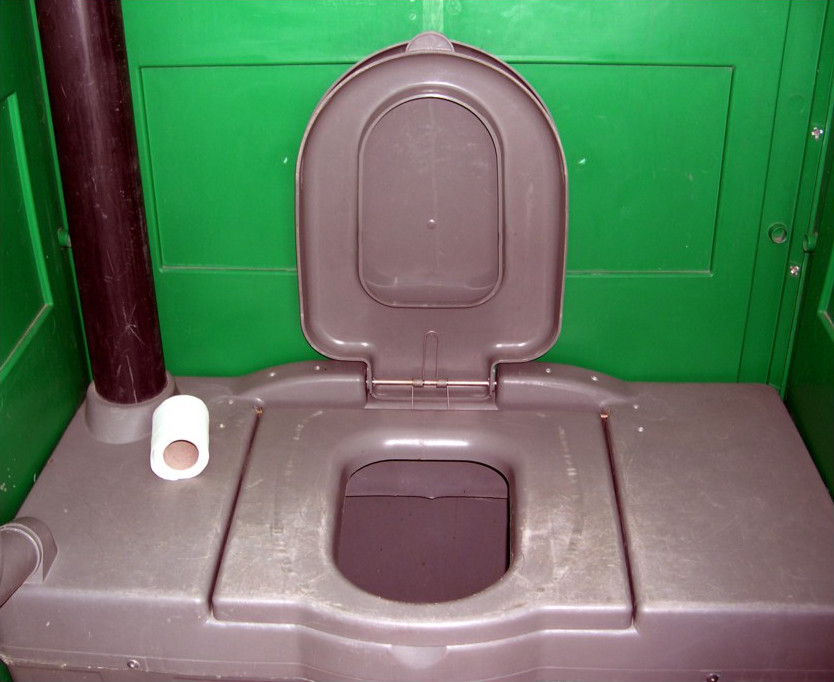

Химический туалет — туалет, не связанный с канализацией и обычно переносной, в котором для расщепления отходов используются специальные химические вещества, которые также уничтожают неприятный запах. В химических туалетах часто используется и особенная жидкость для смыва. Такие туалеты употребляются для инвалидов, для работников расположенных на улице предприятий (например, стройплощадок, торговых точек), которые не могут часто отлучаться с места работы, в общественных туалетных кабинках (особенно на массовых мероприятиях вроде музыкальных фестивалей).

## Название
На российском рынке за химическими туалетами прочно закрепилось название «биотуалеты», хотя это название больше подходит для пудр-клозетов, где расщепление продуктов жизнедеятельности действительно происходит с использованием микроорганизмов-сапротрофов.

## Конструкция
Переносной химический туалет состоит из двух отделимых друг от друга частей: нижней, в которой скапливаются отходы и происходит реакция, и верхней, на которой располагается сиденье и бак с жидкостью для смыва. Смыв может осуществляться с помощью ручной или электрической помпы. После заполнения нижний бак опорожняется в канализацию либо откачивается через специальный патрубок с помощью ассенизационной машины.
В химическом туалете используется две жидкости: одна заливается в нижний бак и предназначена для растворения твёрдой фазы отходов, а другая — в верхний для облегчения смыва и устранения неприятного запаха. Верхняя жидкость изготавливается на основе ПАВ и окрашивается в розовый цвет. Жидкости для нижних баков бывают: на основе формальдегида, соединений аммония или биологических ферментов. Жидкости на основе формальдегида достаточно токсичны, прочие же позволяют использовать обработанные ими отходы в качестве удобрения.

## Объем баков
В зависимости от модели туалета нижний бак может иметь объем 11-24 литра, верхний — 10-15 литров.